# Епе (Нідерланди)
Епе (нід. Epe, нід. вимова: [ˈeːpə] ( прослухати)) — місто і муніципалітет у Нідерландах, у провінції Гелдерланд.

## Населені пункти муніципалітету
Міста
- Вассен
- Епе

Села
- Емст
- Уне

Селища
- Віссел
- Зюк
- Йонас (частково)
- Тонгерен

## Визначні мешканці
- Антон Паннекук (1873 у Вассені – 1960) — нідерландський астроном і теоретик марксизму.
- Марк Овермарс (нар. 1973 в Емсті) — футболіст.
- Тен Мюлдер (нар. 1981 в Зюку) — нідерландський велогонщик, олімпійський медаліст.